# Варьяш, Шандор
Ша́ндор (Александр Игнатьевич) Варья́ш (венг. Varjas Sándor, (Weis); 19 января 1885 года — 27 сентября 1939 года) — венгерский математик, логик, философ

-марксист, историк философии и революционер.

## Биография
Родился в Венгрии в семье мелкого ремесленника Игнаца и Аннуат Вейсов. После смерти матери и второй женитьбы отца вынужден был уйти из новой семьи отца с пятью братьями и сестрами, которых самостоятельно воспитал. Жена — Варьяш (Кемень) Ирма Альбертовна. Варьяш А. И. и Варьяш И. А. похоронены на Новодевечьем кладбище (Москва). Брат — Элимер Игнатьевич Варьяш — министр финансов в Венгерском правительстве 1919 года, в СССР — руководитель иностранного отдела и член правления Центросоюза СССР и РСФСР.
Окончил историко-филологический факультет Будапештского университета, присуждена ученую степень PhD по теме диссертации «Трансцендентальная дедукция категорий», а также получил математическое образование в Берлинском университете.. В 18 лет взял псевдоним Варьяш.
Ещё студентом вступил в Социал-демократическую партию Венгрии (1905), был активным партийным работником, читал в Будапеште лекции по марксизму для рабочих, в 1917 организовал союз социал-демократических учителей. Осенью 1918 года был назначен в Будапештский университет профессором философии. Во время Революции астр 1918 года был одним из организаторов «Пропагандистского общества» (затем переименованного в «Секцию научной и популярной пропаганды»), занимался составлением пропагандистских брошюр по рабочему движению, истории революционного движения.
С 1919 года — член Коммунистической партии Венгрии. В Венгерской Советской республике был профессором Будапештского университета, членом Будапештского Совета и его комиссии по вопросам просвещения, а также исполкома Союза учителей и Союза государственных служащих. Во времена Венгерской советской республики являлся руководителем Отдела пропаганды Социалистической партии Венгрии, организовал первую партийную школу. Ш. Варьяш был известным ученым, соратником экономиста Е. Варги (в СССР — академик, директор Института мировой экономики АН СССР).
После падения социалистического правительства в Венгрии был приговорен к 12 годам каторги.. Представители научной мировой общественности обращались к венгерским властям с требованием освободить Ш. Варьяша. В 1922 году в результате обмена властями СССР военнопленных венгров на руководителей венгерского правительства 1919 г., был интернирован в СССР. Прибыв в СССР в 1922 году, выучил русский язык, преподавал на русском языке.
Его пригласили на работу в Институт красной профессуры, затем в Тимирязевский НИИ, затем был направлен на работу профессором на Механико-математический факультет Московского государственном университета им. М. В. Ломоносова, где читал лекции по истории механики и руководил аспирантами.
Был участником философских дискуссий 1920-х годов. Занимался исследованием логики, истории механики XVII-XVIII вв. В фундаментальном труде «Логика и диалектика» впервые разработал теоретические основы математических операторов, явившись одним из первопроходчиков кибернетики. Первым опубликовал в СССР статью о вопросах фрейдизма, где обосновал непротиворечивость психологических исследований с точки зрения теории марксизма. В 1928—1929 годах издал на русском языке первую в СССР книгу о диалектике у Ленина и монографию о диалектической логике.
Работал в Народном комиссариате иностранных дел СССР.
Преподавал в Институте красной профессуры.
В 1925—1929 годах — научный сотрудник по методологии естествознания в Тимирязевском НИИ.
Действительный член секции истории философии Института научной философии РАНИОН.
С 1932 года — профессор механико-математического факультета МГУ имени М. В. Ломоносова, где читал курс лекций по истории и философии механики и математики.
Похоронен на Новодевичьем кладбище.